# Tarhos
Tarhos è un comune dell'Ungheria di 1 102 abitanti (dati 2001) . È situato nella contea di Békés.